# Momotarō no Umiwashi
Momotarō no Umiwashi (桃太郎の海鷲, letterlijk Momotarō's Zee Arenden) is een geanimeerde Japanse propagandafilm uit 1942. Hij werd gemaakt door Geijutsu Eigasha en kende zijn première op 25 maart 1943. Mitsuyo Seo verzorgde het script en de regie. Met zijn duur van 37 minuten was deze film bijna een langspeelfilm. Hij was echter niet de eerste avondvullende animatiefilm uit Azië. Deze eer gaat naar Tie Shan Gong Zhu uit 1941. Momotarō no Umiwashi werd in 2004 op DVD uitgebracht in Japan door Kinokuniya Shoten. Een Amerikaanse editie volgde in 2009. Deze was van Zakka Films.

## Plot
Het hoofdpersonage van deze kinderfilm is Momotaro, een personage uit de Japanse folklore. Momotaro is een marinier. In een dramatisering van de aanval op Pearl Harbor vecht hij samen met zijn dierlijke kompanen tegen demonen op het eiland Onigashima. De demonen stellen de Verenigde Staten en Groot-Brittannië voor. De film maakt gebruik van beelden van de aanval op Pearl Harbor.

## Varia
Het personage Bluto van de tekenfilmreeks Popeye speelt een rolletje in deze film. Hij wordt afgebeeld als een stereotiepe dronkaard. Dit is een typisch voorbeeld van hoe de Asmogendheden Amerikaanse tekenfilmpersonages gebruikten om de Verenigde Staten weer te geven in propaganda. De Geallieerden beeldden op hun beurt figuren als Adolf Hitler, Benito Mussolini en Hirohito op een gelijkaardige manier af.
Het vervolg op Momotarō no Umiwashi, getiteld Momotarō: Umi no Shinpei, werd de eerste Japanse geanimeerde langspeelfilm.